# Diocese de Le Mans
A Diocese de Le Mans (em latim:  Dioecesis Cenomanensis) é uma circunscrição eclesiástica francesa católica de rito latino, localizada na cidade de Le Mans. Atualmente é sufragânea da Arquidiocese de Rennes. A sede da diocese é a Catedral de São Julião de Le Mans.
Compreende todo o departamento de Sarthe. Antes da Revolução Francesa possuía 636 paróquias e era uma das mais extensas dioceses da França; no momento da Concordata de 1801, perdeu algumas paróquias em Vendômois e Normandia e adquiriu algumas em Anjou. A Diocese de Le Mans envolvia 665 comunas a partir de então até o ano de 1855, quando o departamento de Mayenne foi separado dela para formar a Diocese de Laval.
A origem da diocese fez surgir discussões muito complicadas entre os estudiosos, com base no valor do Gesta domni Aldrich, e do Actus Pontificum Cenomannis in urbe degentium, ambos compilados durante o episcopado de Aldrico (832-857).

## Bispos
Fundamental para o estudo da história da diocese e de seus bispos no primeiro milênio é o chamado Corpus Cenomanensis, compilado em meados do século IX, consistindo em uma série de Vitae de santos, bispos e eremitas, e acima de tudo de dois textos, nos quais vários catálogos episcopais foram posteriormente compilados: Gesta domni Aldrici cenomannicae urbis episcopi (por volta de 840) e o Actus Pontificum Cenomannis in urbe degentium (antes de 856). A coleta desses textos deve ser feita com a devida cautela, devido à presença nela de inúmeras falsificações, afirmações fraudulentas e anacronismos.
Neste cronograma, são omitidos períodos de vagas não superiores a 2 anos ou não historicamente apurados.
- São Julião † (meados do século IV )
- Santa Pavia †
- São Libório †
- São Vítor I †
- São Vítor II † (circa janeiro de 450 – morreu em 1 de setembro de 490)
- Turíbio II † (por volta de setembro de 490 - falecido em 16 de abril de 496)
- São Príncipio † (mencionado em 511)
- Severo ou Severiano †
- Inocente † (antes de 533 - falecido em 559)
- São Domnolus † (circa 559 – morreu em 1 de outubro de 581)
- Badegisilo † (581 - 586 falecido)
- São Bertrand † (cerca de 586 - depois de 616)
- Santo Aduindo † (antes de 627 - depois de 650)
- São Berário † (antes de 659 - depois de 660)
- Agliberto † (antes de 673/674 - depois de março de 696/697)
- Herlemundo I † (antes de março de 698/699 - depois de junho de 721)
- Berário II †
  - Assento vago
- Gauzioleno † (antes de 743 - ? deposto)
- Erlemondo II † (? renunciou)
- Gauzioleno † (? - depois de 765) (pela segunda vez)
- Odingo † (cerca de 770 - cerca de 772 nomeado bispo de Beauvais
- Merolo † (antes de fevereiro de 774 - depois de 778)
- José † (deposto por volta de 784-793)
- Francônio I † (cerca outubro de 793 – morreu em 30 de janeiro de 816)
- Francônio II † (circa junho de 816 – morreu em 6 de novembro de 832 )
- Santo Aldric † (consagrado em 22 de dezembro de 832 - falecido em 7 de janeiro ou 24 de março de 857 )
- Roberto † ( 857 - 21 de maio ? 883 morreu)
- Lambert † (por volta de 883 - por volta de 890)
- Gunterio † (antes de 894 - depois de 908)
- Uberto †
- Mainardo † (cerca de 951 - depois de 968)
- Segenfrid de Bellesme † (cerca de 971 – depois de outubro de 996 )
- Avesgaud de Bellesme † (antes de cerca de 1000 – morreu em 24 de outubro de 1036)
- Gervais de Château-du-Loir † (dezembro de 1036 – 15 de outubro de 1055 nomeado arcebispo de Reims)
- Voulgrin † (1057 – 10 de maio de 1065 morreu)
- Arnaud † (antes de 1067 – morreu em 1 de dezembro de 1081)
- Hoël † (1082 – 28 de julho de 1096 morreu)
- Hildebert de Lavardin † (antes de março de 1097 – 1125 nomeado Arcebispo de Tours)
- Guy d'Étampes † (1125 - fevereiro de 1135 falecido)
- Hugues de Saint-Calais † (20 de setembro de 1135 – 5 de fevereiro de 1143 morreu)
- Guillaume de Passavant † (1143 – 26 de janeiro de 1187 morreu)
- Renaud † (por volta de setembro de 1187 – morreu em 2 de agosto de 1190)
- Hamelin † (1 de dezembro de 1190 – 1214 renunciou)
- Nicolau † (27 de maio de 1214 – falecido em 1216)
- Maurício † (14 de agosto de 1216 consagrado - 20 de julho de 1231 nomeado Arcebispo de Rouen)
- Geoffroi de Laval † (12 de agosto de 1231 - 10 de agosto de 1234 morreu)
- São Godofredo de Loudon † (17 de outubro de 1234 – 3 de agosto de 1255 morreu)
- Guilherme Rolando † (8 de setembro de 1255 – 4 de agosto de 1258 morreu)
- Geoffroi Freslon † (1258 – 15 de novembro de 1269 morreu)
- Geoffroi d'Assé † (1270 - 7 de agosto de 1277 falecido)
- Jean de Toulay † (nomeado em 3 de outubro de 1279 - falecido em 1291 ou 1292)
- Pierre Le Royer † (26 de janeiro de 1293 - 22 de dezembro de 1295 morreu)
- Denis Benoit † (4 de fevereiro de 1296 – 3 de março de 1298 morreu)
- Robert de Clinchamp † (abril de 1298 – 29 de setembro de 1309 morreu)
- Pierre de Longeuil † (1309 – 13 de março de 1326 nomeado bispo de Le Puy)
- Guy de Laval † (13 de março de 1326 – 7 de abril de 1338 morreu)
- Geoffroi de La Chapelle † (16 de maio de 1338 - 20 de junho de 1347 morreu)
- Jean de Craon † (24 de outubro de 1347 – 31 de julho de 1355 nomeado Arcebispo de Reims)
- Michel de Briche † (31 de julho de 1355 – 10 de junho de 1366 morreu)
- Gonthier de Baignaux † (25 de outubro de 1367 – 8 de fevereiro de 1385 nomeado Arcebispo de Sens )
- Pierre de Savoisy † (8 de fevereiro de 1385 – 16 de janeiro de 1398 nomeado bispo de Beauvais)
- Adam Chatelain † (17 de junho de 1398 – falecido em 1438)
- Jean d'Ansières † (5 de junho de 1439 – falecido em 1449)
- Martin Berruyer † (7 de abril de 1449 – 24 de abril de 1465 morreu)
- Thibauld de Luxemburgo, O.Cist. † (11 de maio de 1465 - 4 de novembro de 1476 renunciou)
- Philippe de Luxemburgo † (4 de novembro de 1476 - 27 de janeiro de 1507, demitido)
- François de Luxemburgo † (27 de janeiro de 1507 nomeado - 9 de setembro de 1509 falecido)
- Philippe de Luxemburgo † (9 de setembro de 1509 - 2 de junho de 1519 renunciou) (pela segunda vez)
- Louis de Bourbon-Vendôme † (8 de agosto de 1519 – 13 de agosto de 1535 nomeado Arcebispo de Sens) (administrador apostólico)
- René du Bellay de Langey † (13 de agosto de 1535 - 1 de novembro de 1542 renunciou)
- Jean du Bellay de Langey † (1 de novembro de 1542 sucedeu - 27 de julho de 1556 demitido)
- Charles d'Angennes de Rambouillet † (27 de julho de 1556 - 23 de março de 1587 morreu)
- Claude d'Angennes de Rambouillet † (28 de setembro de 1587 - 15 de maio de 1601 morreu)
  - Sé Vaga (1601-1610)
- Charles de Beaumanoir de Lavardin † (18 de agosto de 1610 - 17 de novembro de 1637 morreu)
- Emmeric-Marc de La Ferté † (28 de fevereiro de 1639 - 30 de abril de 1648 morreu)
- Philibert-Emmanuel de Beaumanoir de Lavardin † (1 de março de 1649 - 27 de julho de 1671 morreu)
- Louis de La Vergne de Montenard de Tressan † (21 de março de 1672 - 27 de janeiro de 1712 morreu)
- Pierre-Roger du Crévy † (11 de julho de 1712 – 2 de agosto de 1723 falecido)
- Charles-Louis de Froulay de Tessé † (12 de janeiro de 1724 - 31 de janeiro de 1767 morreu)
- Louis-André de Grimaldi † (15 de junho de 1767 - 12 de dezembro de 1777 renunciou)
- François-Gaspard de Jouffroy de Gonsans † (1 de junho de 1778 nomeado - 23 de janeiro de 1799 falecido)
  - Sé Vaga (1799-1802)
- Johann Michael Josef von Pidoll de Quitenbach † (25 de maio de 1802 - 23 de novembro de 1819 morreu)
- Claude-Madeleine de La Myre-Mory † (21 de fevereiro de 1820 – 25 de agosto de 1829 renunciou)
- Philippe-Marie-Thérèse-Guy Carron † (28 de setembro de 1829 – 27 de agosto de 1833 falecido)
- Jean-Baptiste Bouvier † (20 de janeiro de 1834 – 29 de dezembro de 1854 falecido)
- Jean-Jacques Nanquette † (28 de setembro de 1855 - 19 de novembro de 1861 morreu)
- Charles-Jean Fillion † (7 de abril de 1862 – 28 de julho de 1874 falecido)
- Hector-Albert Chaulet d'Outremont † (21 de dezembro de 1874 - 14 de setembro de 1884 morreu)
- Guillaume-Marie-Joseph Labouré † (27 de março de 1885 – 15 de junho de 1893 nomeado Arcebispo de Rennes)
- Charles-Joseph-Louis-Abel Gilbert † (18 de maio de 1894 – 24 de março de 1898 renunciou)
- Marie-Prosper-Adolphe de Bonfils † (24 de março de 1898 - falecida em 2 de junho de 1912)
- Raymond-Marie-Turiaf de La Porte † (12 de agosto de 1912 - 30 de novembro de 1917 renunciou)
- Georges-François-Xavier-Marie Grente † (nomeado em 30 de janeiro de 1918 - falecido em 4 de maio de 1959)
- Paul-Léon-Jean Chevalier † (4 de maio de 1959 sucedeu – 28 de outubro de 1971 aposentou-se)
- [Bernard-Pierre-Edmond Alix]] † (sucedeu em 28 de outubro de 1971 - renunciou em 13 de agosto de 1981)
- Georges Edmond Robert Gilson † (13 de agosto de 1981 – 2 de agosto de 1996 nomeado Arcebispo de Sens)
- Jacques Maurice Faivre † (29 de julho de 1997 - 3 de julho de 2008 renunciou)
- Yves Le Saux (21 de novembro de 2008 - 27 de junho de 2022 nomeado Bispo de Annecy)
- Jean-Pierre Vuillemin, de 3 de abril de 2023